# Amager Strand metrostation
Amager Strand är en tunnelbanestation vid Amager Strandpark på Amager. Den ligger på M2 (Köpenhamns metro) mellan stationerna Øresund och Femøren. 
Amager Strand station invigdes 2007. Stationen ligger i zon 3.

## Amagerbanen
Amagerbanens "Engvej trinbræt" låg lite söder om där Amager Strand station ligger nu.